# Friede von Rueil
Der Friede von Rueil, der am 11. März 1649 in Rueil unterzeichnet wurde, beendete die ersten Episoden der Fronde, nachdem nur wenig Blut vergossen worden war. Die Artikel beendeten alle Feindseligkeiten und erklärten alle Handelswege für wieder geöffnet. Der Vertrag wurde im Namen des jungen Königs Ludwig XIV. durch seine Mutter, die Regentin Anne d’Autriche, verkündet. Kardinal Mazarin, die wahre Macht der Hofpartei, wurde im Text nicht erwähnt, obwohl er zu den Unterzeichnern gehörte, ebenso wie der Grand Condé, der von der Hofpartei angeworben worden war, um den Widerstand von Paris zu brechen.

## Verhandlungen und Bedingungen
Das Parlement von Paris wurde angewiesen, nach Saint Germain-en-Laye zu kommen, wo der König vorschlug, ein Lit de justice abzuhalten, um die vereinbarten Artikel zu verkünden. Das Parlement sollte dann nach Paris zurückkehren und seine Arbeit wie gewohnt fortsetzen, aber es wurde vereinbart, dass im Laufe des Jahres keine weiteren Sitzungen der Chambre Saint-Louis abgehalten werden sollten. Die Erklärungen des Parlements vom Juli und Oktober 1648, die die Fronde parlementaire eröffneten, wurden bestätigt, aber alle allgemeinen Edikte des Parlements, die seit dem 6. Januar erlassen worden waren, wurden für null und nichtig erklärt. Der König, der „den Bewohnern seiner guten Stadt Paris seine Zuneigung beweisen wollte“, erklärte, er sei entschlossen, in die Hauptstadt zurückzukehren.
Die im Namen des Königs ausgestellten Lettres de cachet wurden ebenfalls annulliert. Der Krieg der Worte wurde damit auf beiden Seiten zurückgenommen. Die vom Parlement aufgestellten Truppen werden aufgelöst, und die Truppen des Königs kehren in ihre gewohnten Garnisonen zurück. Die Bastille und das Pariser Arsenal, die von den Truppen des Parlements beschlagnahmt worden waren, sollten wieder unter königliche Kontrolle gestellt werden. Der Gesandte des Erzherzogs Leopold, des Vertreters Philipps IV. in den Spanischen Niederlanden, der habsburgische Hilfe anbot und aufgrund der Verhandlungen des Fürsten Conti in Nordfrankreich einmarschieren wollte, sollte ohne Antwort des Parlements aus Paris weggeschickt werden.
Conti, ein Prinz von Geblüt, der an der Spitze der Adelsfraktion stand, die immer noch den Anspruch erhob, das Parlement de Paris zu vertreten, wurde begnadigt, ebenso wie alle anderen, die daran beteiligt waren. Alle sollten von der Strafverfolgung wegen ihrer Rolle befreit werden, wenn sie sich innerhalb von vier Tagen für den Vergleich aussprechen würden. Eine allgemeine Begnadigung wurde für alles während des Aufstands erbeutete oder verkaufte Eigentum ausgesprochen.
Im Hinblick auf den dringenden königlichen Geldbedarf, der die Ursache für die vom Parlament abgelehnten Steuererhebungen war, wurde vereinbart, dass der König die für notwendig erachteten Beträge zu einem Zinssatz von 12 Denier (8,33 %) nur für das laufende und das folgende Jahr leihen durfte.

## Ergebnisse
Das Parlement von Paris ratifizierte den Vertrag rasch. Der Friede hielt bis Ende 1649 an. Die Fürsten kehrten an den Hof zurück, erneuerten ihre Intrigen gegen Mazarin und gewannen die Unterstützung des Grand Condé. Mazarin, der privat die Unterstützung der Partei von Herzog Gaston von Orléans, dem Onkel des Königs, gewonnen hatte, und mit dem Kardinal von Retz und der Herzogin von Chevreuse im Rücken, ließ am 14. Januar 1650 plötzlich Condé, dessen BruderConti, und ihren Schwager, den Herzog von Longueville, verhaften und leitete damit die nächste Phase der Fronde ein, die Fronde des Adels.